# Fabrezan
Fabrezan település Franciaországban, Aude megyében. Lakosainak száma 1254 fő (2022. január 1.). Fabrezan Camplong-d’Aude, Ferrals-les-Corbières, Fontcouverte, Moux, Saint-Laurent-de-la-Cabrerisse, Thézan-des-Corbières és Tournissan községekkel határos.

## Népesség
A település népességének változása:
| Lakosok száma | 1137 | 991  | 1046 | 1221 | 1288 | 1299 | 1291 | 1256 | 1256 | 1254 |
|               | 1968 | 1982 | 1990 | 2006 | 2013 | 2015 | 2017 | 2019 | 2020 | 2022 |